# Molophilus (Molophilus) ordinarius
Molophilus (Molophilus) ordinarius is een tweevleugelige uit de familie steltmuggen (Limoniidae). De soort komt voor in het Australaziatisch gebied.